# Almost Skateboards
Almost Skateboards is een bedrijf dat skateboards fabriceert. Het is in 2003 opgericht door Daewon Song en Rodney Mullen. Het behoort tot Dwindle Distribution.

## Pro Team
- Daewon Song
- Rodney Mullen
- Chris Haslam
- Greg Lutzka
- Cooper Wilt
- Lewis Marnell
- Youness Amrani (BEL)

Op 2 januari 2007 heeft Ryan Sheckler Almost verlaten voor Plan B Skateboards.

## Almost video's
Almost heeft sinds 2003 twee video's geproduceerd: Almost: Round Three en Cheese & Crackers. Cheese & Crackers speelt zich af in alleen de mini-ramp met Daewon Song en Chris Haslam. Deze film is hierin de eerste.